# Szigetcsoport

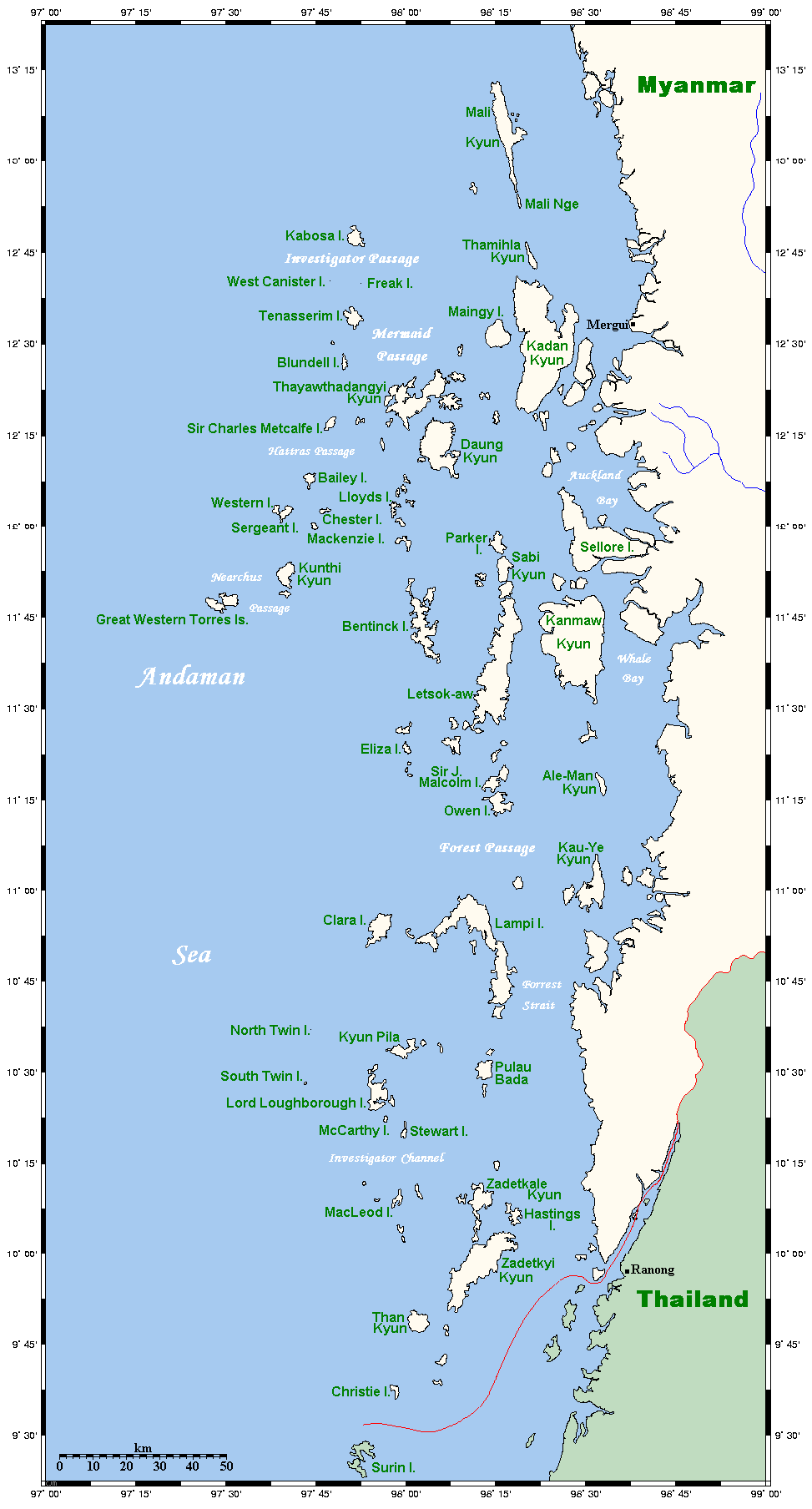
Az Andamán-tengerben, Mianmar partjánál található Mergui-szigetcsoport térképe. A csoportot összesen több mint 800 sziget alkotja, méretük változó

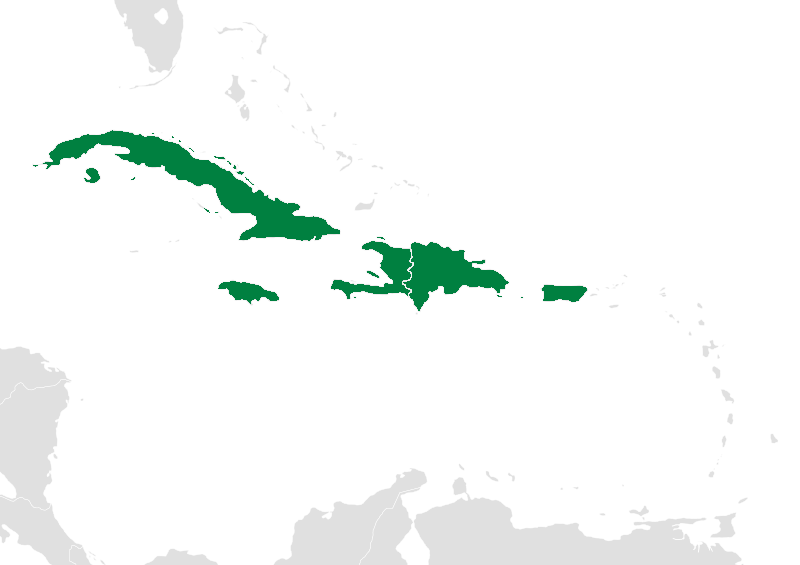
A Nagy-Antillák elhelyezkedése a Karib-térségben. A csoport négy nagyobb szigetből tevődik össze: Kuba, Hispaniola, Jamaica és Puerto Rico

A szigetcsoport földrajztudományi fogalom, amely több, egymáshoz közel fekvő sziget, szigetecske vagy atoll csoportját jelenti. Azokat a nagyobb szigetcsoportokat, amelyeket tengeri szigetek alkotnak, és önmagukban külön földrajzi egységet képeznek, szigetvilágoknak vagy szigettengereknek – idegen szóval archipelagusnak – hívják. A szigettenger kifejezést néha abban az értelmében használják, mint olyan tenger, amelyben igen sok a sziget.
A szigetcsoportok legnagyobb része elsősorban a nyílt tengeren vagy óceánon helyezkedik el, azonban egyes esetekben egy nagyobb földdarab mellett találhatóak. Ilyen például Skócia, a szárazföldi részét ugyanis több mint hétszáz sziget veszi körül, ezzel egy nagyobb szigetcsoportot képezve. A csoportok nagyon ritkán szárazfölddel körülvett tavakon is kialakulhatnak, az egyik ilyen esetet az Erie-tó szigetei képezik. Az Amerikai Egyesült Államok és Kanada határán elhelyezkedő tavon 36 sziget található.
A szigetcsoportok gyakran vulkáni eredetűek. Az ilyen szigetvilágok általában olyan szigetívek, amelyek egyes szubdukciós zónáknak vagy forrópontoknak köszönhetően jöttek létre, de számos más keletkezési mód is ismeretes, mint például az erózió, a depozíció vagy a posztglaciális visszaugrás. Az öt legjelentősebb modern kori ország, amely területének legnagyobb részét egy vagy több szigetcsoport teszi ki, a következő: az Egyesült Királyság, Japán, a Fülöp-szigetek, Új-Zéland és Indonézia. Területét és lakosságát tekintve a világ legnagyobb országa, amely szigetekből épül fel, Indonézia.
A szigetek számának szempontjából a Föld legkiterjedtebb szigetcsoportjának a svéd keleti parti szigetvilág tekinthető, melyhez 65 666 kisebb-nagyobb sziget tartozik összesen. A svéd szigetcsoportot öt nagyobb részcsoportra lehet felosztani. A szigetcsoport tagjainak együttes területét tekintve a legnagyobb szigetcsoport a világon a 25–30 000 szigetből felépülő maláj szigetvilág, amelynek teljes területe mintegy 2 000 000 km2, és hét ország osztozik rajta.